# 慈诚罗珠
慈诚罗珠堪布（藏語：ཚུལ་ཁྲིམས་，1962年藏曆10月15日—），男，四川炉霍人，藏传佛教宁玛派上师，现任喇荣五明佛学院副院长。

## 生平
慈诚罗珠1962年藏曆10月15日出生于四川省炉霍县，7岁时入读当地的卡萨小学学习汉语，同时自学藏语；1984年初，他放弃担任三区区委秘书职务，于色达喇荣五明佛学院出家，依止法王如意宝晋美彭措，之后相继受出家戒、菩萨戒及密乘戒，不断学习，最终精通了显宗五部大论及密宗之续部，取得堪布学位。自1990年起，他广泛涉猎了解西方科学、哲学与其他领域。
1991年，慈诚罗珠出任五明佛学院教务处处长，培养了大批僧才；1994年，他受法王如意宝委派前往新加坡弘法。2005年，为保护弘扬藏文化，他邀请中国国内五省藏区专家启动编撰汉藏英新词语词典工程，并担任主编，历时10年出版了出版《汉藏英常用新词语图解词典》《汉藏英常用新词语词典》与《藏族传统词图解词典》。2007年，慈诚罗珠堪布于卡娘乡创建降达小学；2012年，他又发起了藏区防艾志愿者培训，在全藏区宣传预防艾滋病和禁毒知识。
自2014年起，他陆续受邀到香港、台湾、日本、新加坡、马来西亚、印尼、加拿大、美国、英国、澳大利亚、新西兰等地讲学，还应邀到哈佛大学、牛津大学、斯坦福大学、伯克利大学、华盛顿大学、哥伦比亚大学、维吉尼亚大学、多伦多大学、奥克兰大学、悉尼大学、墨尔本大学等高校及谷歌等机构进行学术交流和演讲。